# شچاونه
شچاونه (به لهستانی:  Szczawne) یک روستا در لهستان است که در گمینا کومانگچا واقع شده‌است. شچاونه ۴۰۰ نفر جمعیت دارد.